# Lutkehuizen
Lutkehuizen of Luttekehuizen was een wierde in de gemeente Winsum in de Nederlandse provincie Groningen. Het lag ten oosten van 't Wildeveld en ten westen van boerderij Baatjeborg, ten noorden van het Winsumerdiep. Kerkelijk viel het onder Maarhuizen.

## Vroege geschiedenis: Onstaland en kloosterland
De wierde komt voor het eerst voor als 'minori Huson' ('klein huis' of 'kleine huizen') in de 10e eeuw op de goederenlijst van de abdij van Werden. In een oorkonde uit 1375 luidt de naam 'Luyttekahuesum'. Aan de voet van de wierde stond de Lutkehuisterheerd, een edele heerd waaraan het redgerrecht, een staande zijlrechtereed in schepperij Ter Borgh (onderdeel van het Schouwerzijlvest) en een collatierecht in de kerk van Maarhuizen waren verbonden. De boerderij was vroeger tevens een voorwerk van het klooster van Aduard. De helft van de landerijen rondom de wierde behoorde waarschijnlijk aan dit klooster en de andere helft aan de familie Onsta. In 1459 werden de landerijen in tweeën gedeeld door het graven van het Winsumerdiep tussen de landerijen van het convent en die van de Onsta's. Over het diep werd de Lutkehuisterbrug toen gebouwd, die zich waarschijnlijk iets ten westen van de wierde bevond en werd weggeslagen bij de Kerstvloed van 1717.
In 1570 vermoordde bewoner Eijlcke Onsta (de Oudere) de pastoor van Bedum Regnerus Papinck. Omdat hij een machtig persoon was durfden de Groningse autoriteiten hem niet zelf te berechten en hij werd daarop door Caspar de Robles naar Brussel gestuurd, zodat Alva een oordeel over hem kon uitspreken. Deze stuurde hem waarschijnlijk terug naar Groningen, want in 1572 zit hij daar gevangen in de Oosterpoort. Hij heeft blijkbaar veel schulden, want het jaar erop worden de Lutkehuisterheerd en de landerijen verkocht door de schuldeisers. Landmeter Gerrit Hopper meet dat jaar de landerijen van de heerd op en kwam tot 182 jukken ofwel ruim 98 hectare, een enorme oppervlakte voor die tijd. Van de 182 jukken lagen 88,75 jukken ten zuiden van Winsumerdiep en ruim 93 juk ten noorden. De grootte doet vermoeden dat de Lutkehuisterheerd zeer oud moet zijn geweest. Eijlcke Onsta zelf overleed in 1575 in gevangenschap aan de pest.

## Latere geschiedenis
De landerijen van de Lutkehuisterheerd worden in 1573 waarschijnlijk gesplitst in tweeën: De zuidelijke en onbehuisde landerijen kwamen na 1573 in handen van Hendrick Bentings, de drost van Salland. In 1638 werden deze landerijen echter gerechtelijk verkocht aan met name meiers uit de omtrek. In de tweede helft van de 17e eeuw zal er een boerderij zijn gesticht ten westen van Schilligeham nabij deze gronden. In 1797 werd deze boerderij herbouwd als de kop-hals-rompboerderij Dorre Ven. Mogelijk stond er echter daarvoor ook al een boerderij. Dorre Ven (op kaarten aangeduid als 'Maarhuizen') werd na 1972 gesloopt; mogelijk in 1974, maar op de topografische kaart van 1982 komt het gebouw ook nog voor. Er staat nu een huis (Schaphalsterzijl 6).
De noordelijke landerijen en de heerd zijn begin 17e eeuw eigendom van de Groningse burgemeester Johan Wijffrinck. De landerijen worden dan 'Luttinckhuisen' genoemd. Deze landerijen worden onderverdeeld bij een boedelscheiding in 1621. In 1629 werd de Lutkehuisterheerd gesplitst, waarop aan oostzijde een waarschijnlijk eenvoudig landhuis verrees; Baatjeborg (Batenborch/Batenburg), tegenwoordig een boerderij. Waarschijnlijk verdween de Lutkehuisterheerd door bijvoorbeeld brand of overstroming ergens vóór het jaar 1769, wanneer er alleen nog van een 'heem en huisstede' gesproken wordt.
Over de wierde liep vroeger de weg van Winsum via Lutkehuizen en Groot Maarslag naar Schouwerzijl. Tussen 1828 en 1850 moet deze weg zijn verlegd naar het Winsumerdiep. De wierde werd ergens in de 19e eeuw afgegraven; zoals zo vaak te diep, zodat een vochtig perceel overbleef. In de jaren 1980 werd het verkavelingspatroon ter plekke radicaal gewijzigd bij de ruilverkaveling De Marne. De vochtige grond werd toen opgehoogd, zodat alle sporen van de wierde sindsdien verdwenen zijn.

## Trivia
- Volgens het borgenboek van Formsma (1987, p. 244) lag ten zuiden van het Winsumerdiep nog een wierde. Hij spreekt dan ook van de 'Luttekehuisterwierden'.
- In het boek 'Boerderijen in het Halfambt' (1991, p. 497) wordt de boerderij aan de Schaphalsterzijl 3 (ten westen van het Wildeveld, nr. 204) ten onrechte vermeldt als 'Lutkehuisterheerd'.